# Perlamantis algerica
Perlamantis algerica es una especie de mantis de la familia Amorphoscelidae.

## Distribución geográfica
Se encuentra en Argelia.